# فرناندو لوپز آلسانتارا
فرناندو لوپز آلسانتارا (به پرتغالی: Fernando Lopes Alcântara) مدافع اهل برزیل است که در شهر سالوادور و در تاریخ ۲۸ مارس ۱۹۸۷ به دنیا آمده‌است.
فرناندو لوپز آلسانتارا در تیم‌های فوتبال Vitória سابقهٔ حضور دارد.